# Populierenpijlstaart
De populierenpijlstaart (Laothoe populi) is een vlinder uit de familie pijlstaarten (Sphingidae).

## Kenmerken
De populierenpijlstaart is een bruine pijlstaart met een spanwijdte van 70 tot 92 millimeter. Op de ondervleugels, die meestal boven de voorvleugels uitsteken, zit een rode vlek. De vlinder valt nauwelijks op tussen dorre bladeren, zowel door zijn vorm als door zijn asgrijze en donkerbruine kleuren.

## Verspreiding en leefgebied
De vlinder komt vooral veel voor in Europa en de gematigde streken van Azië. De vliegtijd is van half april tot begin september in twee generaties. Vliegt bij schemering, overdag rust de vlinder tegen een boomstam. Komt ook voor in steden.

## De rups en zijn waardplanten
De rups van deze pijlstaart is groengeel, met gele schuin lopende strepen en een gele rechte stekel, de 'pijlstaart'. Soms heeft de rups ook een rij rode stipjes. De rups wordt ongeveer 90 millimeter lang. De rups leeft vooral van populier, maar hij vindt wilg ook lekker.
De doffe donkerbruine cocon ligt in een holletje in de grond en overwintert daar.

## Afbeeldingen

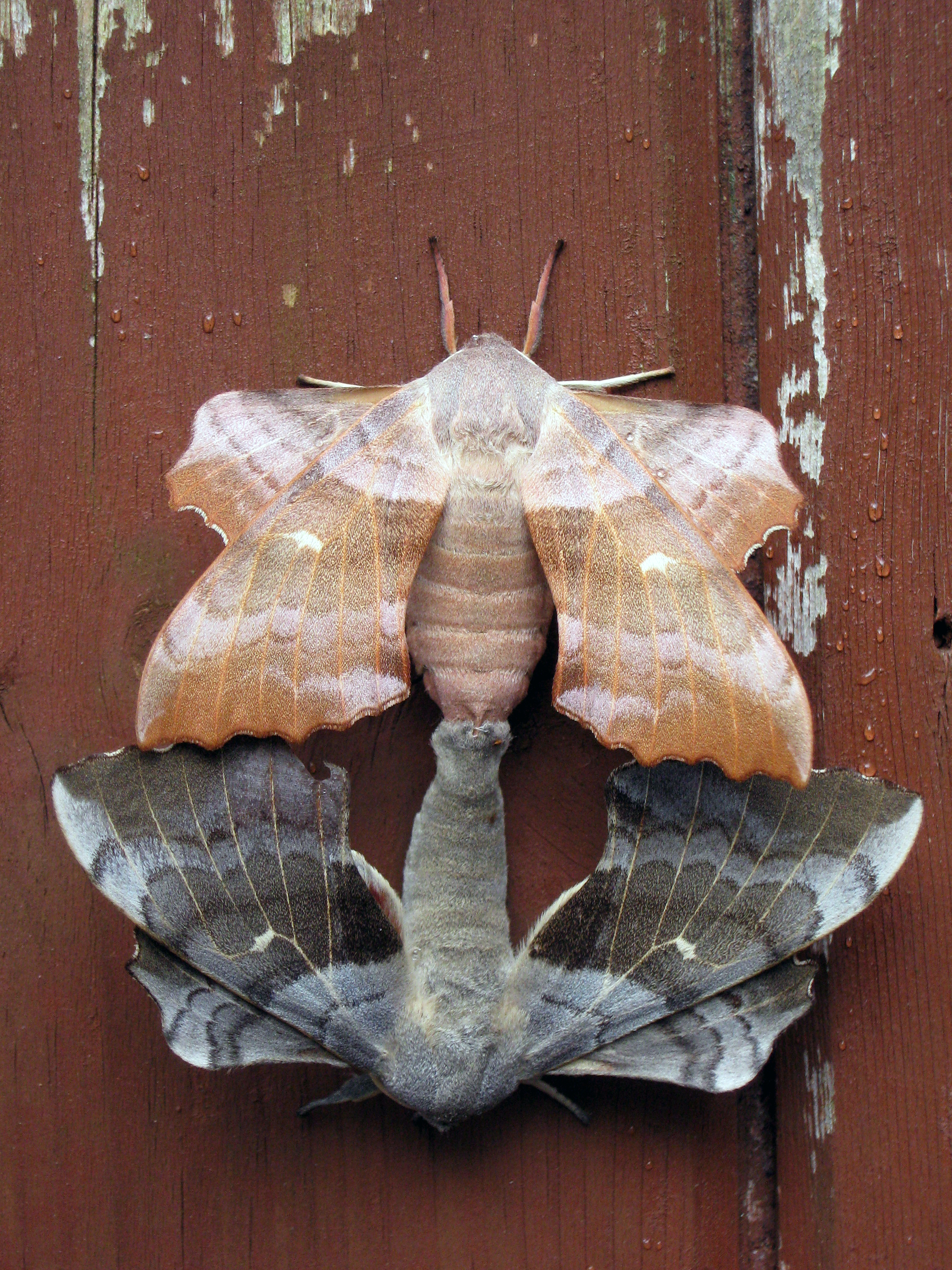
paring
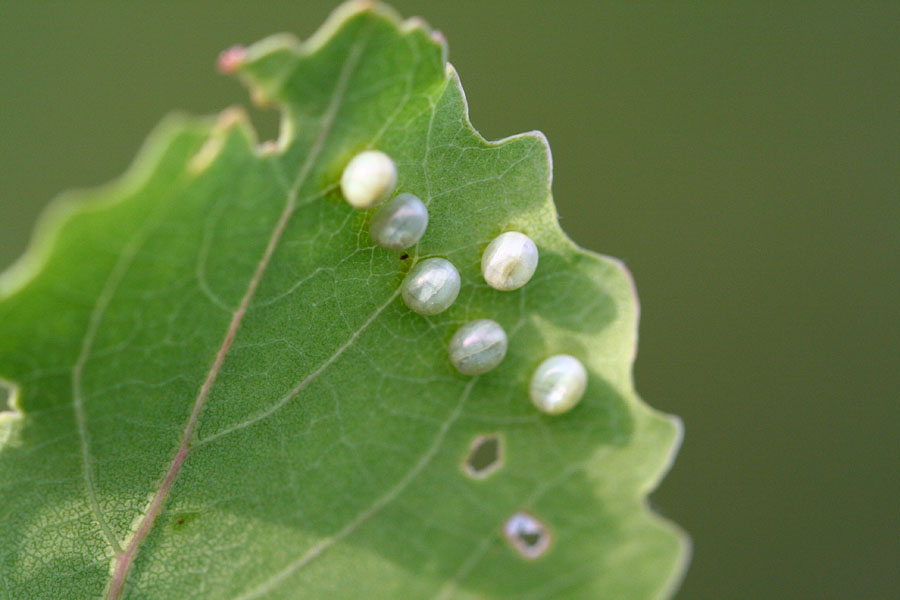
Eitjes
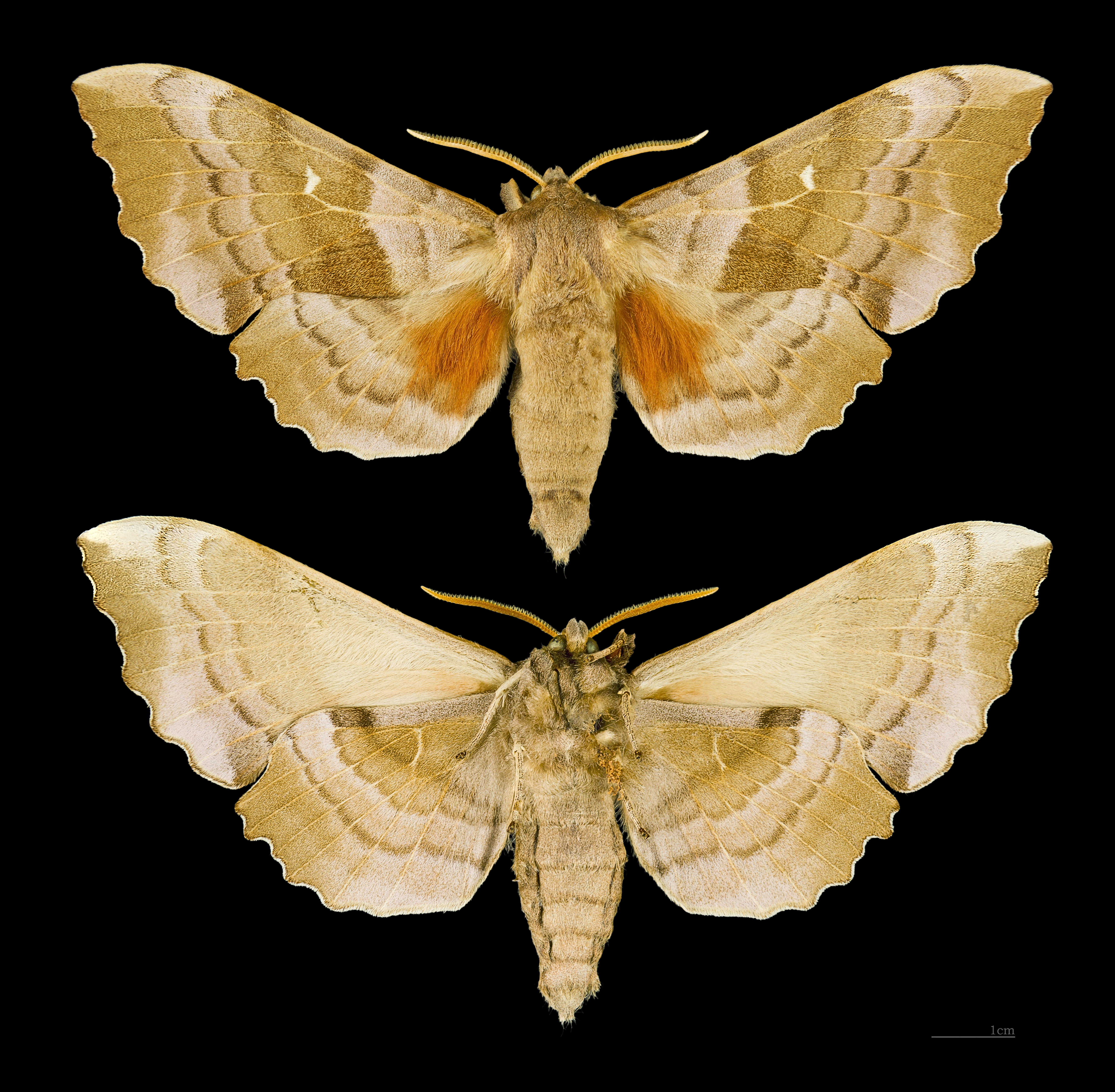
buik en rugzijde
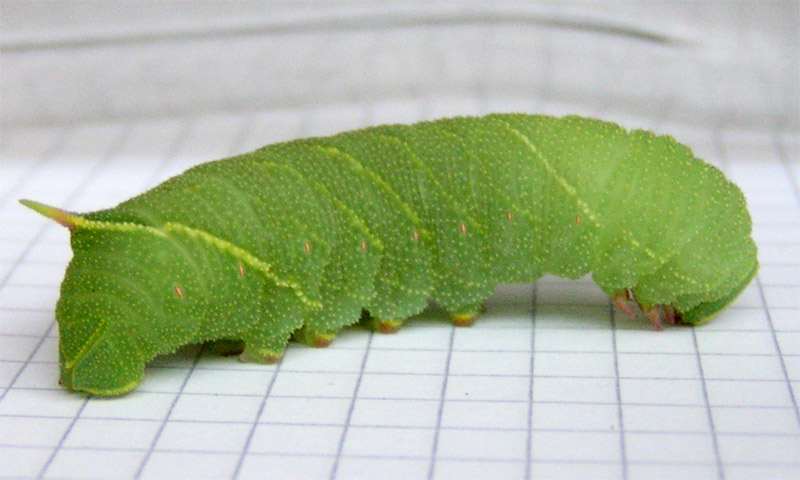
rups
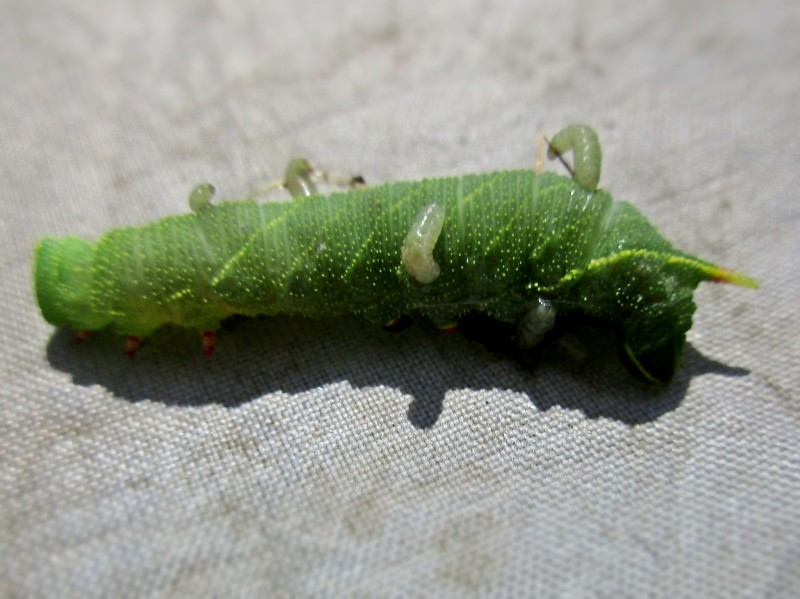
geparasiteerde rups